# Toon Oprinsen
Antonius Adrianus Henricus (Toon / Antoon) Oprinsen (Tilburg, 25 november 1910 – Vught, 14 januari 1945) was een Nederlands voetballer.
Oprinsen kwam als middenvelder uit voor NOAD uit Tilburg. Hij speelde op 10 mei 1934 eenmaal in het Nederlands voetbalelftal in de met 4-5 verloren oefenwedstrijd tegen Frankrijk. Hij maakte ook deel uit van de selectie voor het wereldkampioenschap voetbal 1934. Oprinsen kwam ook uit voor het Zuidelijk elftal. Begin 1936 verhuisde hij naar Eindhoven en snel daarna naar Helmond. Vanaf september 1936 kwam Oprinsen daar uit voor HVV. In 1941 moest hij na een blessure stoppen.
Hij verhuisde in 1942 terug naar Eindhoven. Daar werd hij op 26 september 1944 gearresteerd en op 25 november 1944 overgebracht naar Kamp Vught. Oprinsen kwam in januari 1945 op 34-jarige leeftijd in de Kamp Vught te overlijden. Hij was in Tilburg in dienst geweest bij zijn broer die het café van hun ouders had voortgezet. Ten tijde van zijn arrestatie vanwege zijn NSB-lidmaatschap was hij hoofdwachtmeester staatsbrandweerpolitie van de 1e compagnie van de afdeling Brabant. Postuum werd hij in maart 1945 door het Militair Gezag geschorst en in augustus naar aanleiding van het zuiveringsbesluit van de commissie van advies door het ministerie van Binnenlandse Zaken ontslagen.